# (3629) Lebedinskij
(3629) Lebedinskij (1982 WK) – planetoida z pasa głównego asteroid okrążająca Słońce w ciągu 3,73 lat w średniej odległości 2,4 au Odkrył ją Antonin Mrkos 21 listopada 1982 roku.